# Astragalus darmadanicus
Astragalus darmadanicus es una especie de planta del género Astragalus, de la familia de las leguminosas, orden Fabales.

## Distribución
Astragalus darmadanicus se distribuye por Afganistán.

## Taxonomía
Fue descrita científicamente por Podlech.